# Jean-Pierre Weisgerber
Jean-Pierre Weisgerber (né le 28 mars 1905 à Esch-sur-Alzette au Luxembourg, et mort le 4 avril 1994 dans la même ville) est un footballeur international luxembourgeois, qui évoluait au poste d'attaquant.

## Biographie

### Carrière en sélection
Avec l'équipe du Luxembourg, il joue 10 matchs (pour 3 buts inscrits) entre 1924 et 1928. Il joue son premier match en équipe nationale le 4 mai 1924 contre la Belgique et son dernier le 28 juin 1928 contre l'Égypte.
Il figure dans le groupe des sélectionnés lors des JO de 1924 et de 1928. Il joue un match face à l'Italie lors du tournoi olympique de 1924 puis un autre contre la Belgique lors du tournoi de 1928.
Il inscrit un doublé contre l'équipe de France le 13 février 1927 à Lyon.

## Palmarès
- Champion du Luxembourg en 1924 avec Fola Esch
- Vainqueur de la Coupe du Luxembourg en 1923 et 1924 avec Fola Esch